# حرضة السواد
حرضة السواد أو حقل شقرة البركاني، هو حقل بركاني يمتد على طول خليج عدن. يقع بالقرب من مدينة شقرة.

## المورفولوجيا
يمتد الحقل لحوالي 100 كيلومتر (62 ميل)، ويحتوي على حوالي 100 مخروط بركاني. أنتج هذا حقل حمم بأبعاد 40 كم × 95 كم (25 ميل × 59 ميل)، وهو في الغالب من العصر الهولوسيني، ويغطي الحقل طبقة سفلية من الحجر الجيري.

## التاريخ
الثوران الوحيد الذي لوحظ في العصور التاريخية حدث في عام 1253. كان هذا الثوران ثورانًا كبيرًا، على الرغم من أنه لم يتم توثيقه بشكل جيد. بالنظر إلى عمر الحقل، ربما حدثت انفجارات أخرى في الماضي القريب.